# Vergina

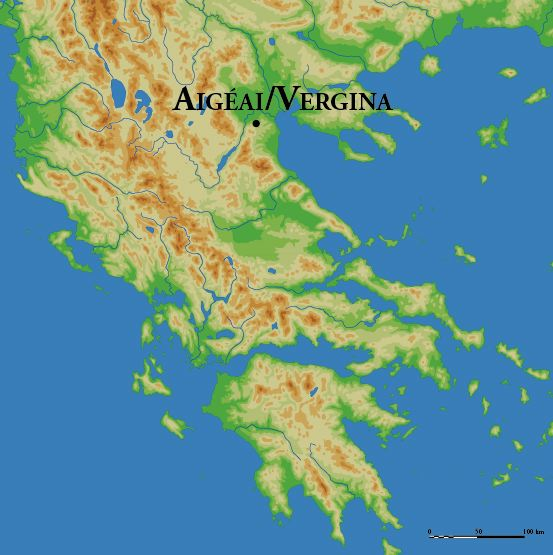
Localização de Vergina na Grécia.

Vergina (em grego Βεργίνα) é uma pequena cidade situada no norte da Grécia, localizada na prefeitura de Emátia, na Macedônia Central. Tornou-se famosa internacionalmente em 1977, quando o arqueólogo grego Manolis Andronikos escavou o que ele alegou serem as sepulturas dos reis da Macedônia, incluindo Filipe II, pai de Alexandre, o Grande. As descobertas confirmaram o sítio como a antiga Egas (Aigai).

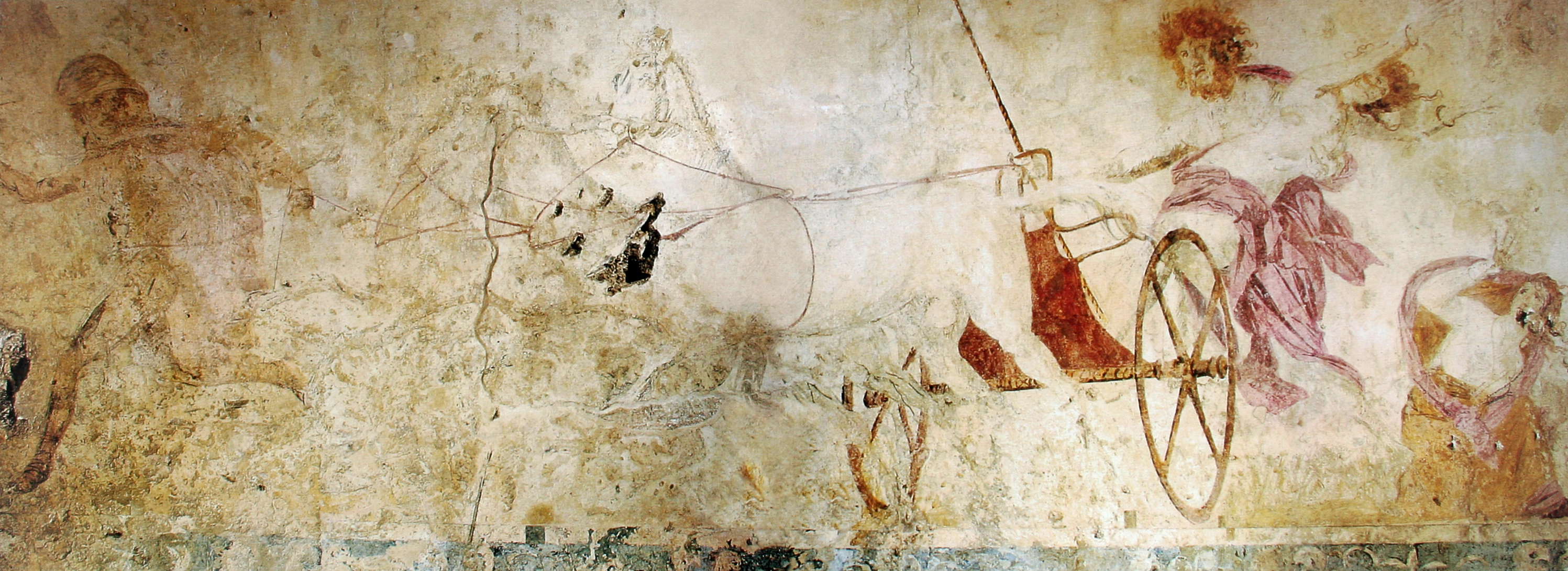

A atual cidade de Vergina situa-se a 13 quilômetros a sudeste do centro do distrito, Véria, e a cerca de 80 quilômetros a sudoeste de Tessalônica, capital da Macedônia grega. A cidade tem uma população de cerca de 2000 pessoas, e situa-se no sopé do Monte Pieria, a uma altitude de 120 metros acima do nível do mar.